# Agnieszka Brelik
Agnieszka Sylwia Brelik – polska ekonomistka, doktor habilitowany nauk ekonomicznych, prodziekan Wydziału Ekonomicznego Zachodniopomorskiego Uniwersytetu Technologicznego w Szczecinie.

## Życiorys
W 1998 r. ukończyła studia ekonomiczne w Akademii Rolniczej w Szczecinie, w 2002 r. obroniła pracę doktorską pt. Strategia doradztwa w procesie modernizacji rolnictwa w warunkach integracji z Unią Europejską, której promotorem był prof. Antoni Mickiewicz, w 2016 r. habilitowała się na podstawie pracy zatytułowanej Dobra publiczne na obszarach wiejskich jako czynnik rozwoju działalności agroturystycznej na Pomorzu Zachodnim. Była adiunktem w Katedrze Doradztwa w Agrobiznesie na Wydziale Ekonomicznym Akademii Rolniczej w Szczecinie.
Pracuje na stanowisku profesora uczelni i kierownika w Katedrze Studiów Regionalnych i Europejskich, oraz dziekana na Wydziale Ekonomicznym Zachodniopomorskiego Uniwersytetu Technologicznego w Szczecinie.
Należy do Rady Dyscypliny Naukowej - Ekonomii i Finansów ZUT.